# Heves
Heves és una província (megye) del nord d'Hongria, situada en la ribera dreta del riu Tisza i en les muntanyes Mátra i Bukka. Heves comparteix fronteres amb les províncies veïnes de Pest, Nógrád, Borsod-Abaúj-Zemplén i Jász-Nagykun-Szolnok. Té una superfície total de 3.637 quilòmetres quadrats, on habiten els seus 328.000 habitants (segons el cens de l'any 2001). La seva capital és la ciutat d'Eger.

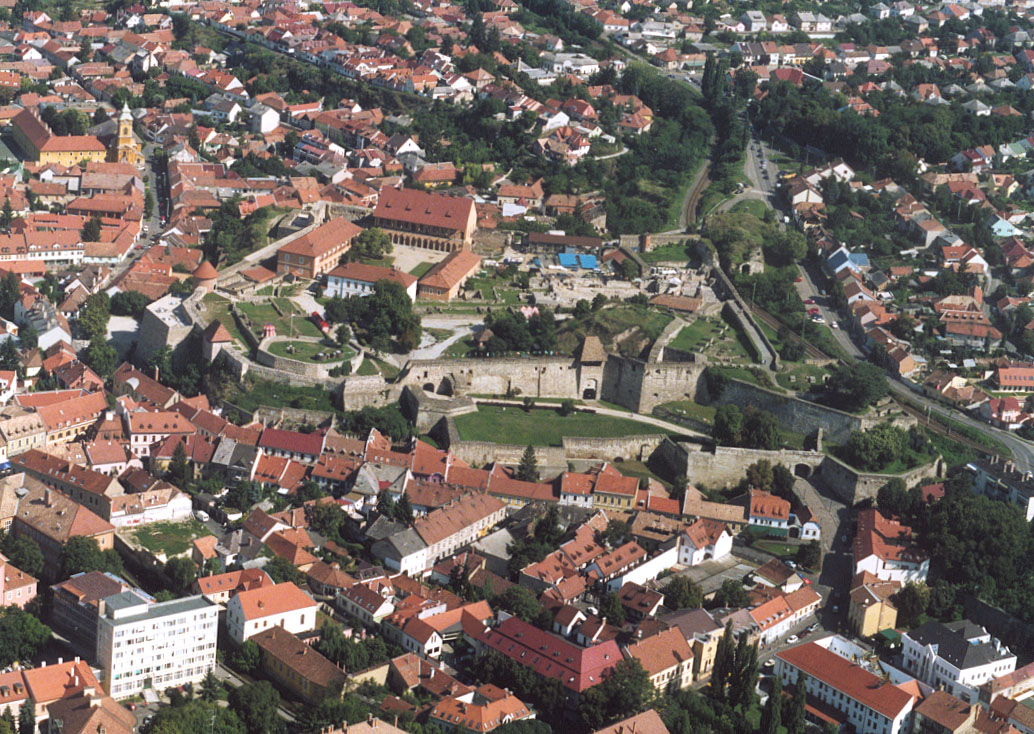
Vista de la ciutat d'Eger, la capital.

## Nadius il·lustres
- Ede Reményi (1830-1898) violinista